# Diamond Valley Lake
Der Diamond Valley Lake ist ein Stausee im Riverside County im US-Bundesstaat Kalifornien nahe der Stadt Hemet. Er ist zugleich einer der größten und neuesten Stauseen in Südkalifornien. Auf die gespeicherten 990.000.000 m³ Wasser wird in trockenen, heißen Sommern und bei Notfällen zurückgegriffen.
Der Metropolitan Water District of Southern California begann das 1,9 Milliarden US-Dollar teure Bauvorhaben im Jahr 1995. Das Füllen des Sees durch das Colorado River Aqueduct dauerte von 1999 bis 2003. Heute wird das Stauwasser vom Inland Feeder in den See geleitet.
Die drei Staudämme des Diamond Valley Lakes sind auf die beiden Enden des Tales, in dem der See liegt, und das Nordende des Sees verteilt. Zum Bau der Dämme wurden Materialien aus dem Umkreis verwendet. Es entstand eines der größten Erdbauprojekte der Vereinigten Staaten, das zu zahlreichen paläontologischen Funden im Erdreich führte, die allesamt im Western Science Center am Ostende des Stausees ausgestellt sind.
Der See und sein Umland sind der Öffentlichkeit für verschiedene Freizeitaktivitäten wie Bootfahren, Angeln und Wandern zugänglich.

## Geografie
Der Diamond Valley Lake liegt auf einer Höhe von 464 m in gemeindefreiem Gebiet im Domenigoni Valley und Diamond Valley, 6,4 km südwestlich von Hemet. Grund für den Bau des Stausees in diesem Gebiet waren die Lage zwischen Los Angeles und San Diego sowie die vor Ort zugänglichen Rohstoffe zur Errichtung der drei Staudämme. Auch die Nähe zum 8 km entfernten Colorado River Aqueduct, über das der Stausee mit Wasser befüllt wurde, war ausschlaggebend.
Heute fasst der Diamond Valley Lake 990.000.000 m³ Wasser und bedeckt eine Fläche von 18 km². Die Länge beträgt hierbei 7,2 km, die Breite 3 km. Der See hat eine maximale Tiefe von 79 m.

## Entstehung
Im Jahr 1987 begann die Planung des Sees. Hauptziel war die Bereitstellung von Wasser für Südkalifornien während Trockenzeiten oder Notfällen. Der Metropolitan Water District of Southern California wählte den heutigen Standort aufgrund seiner geografischen Lage und begann 1993 mit der Planung des Bauvorhabens. Im Jahr 1995 startete der Bau des Sees und seiner Dämme. Mit 31 Mio. m³ ausgehobener Erde und 84 Mio. m³ Erde zum Bau von Deichen gilt der Diamond Valley Lake als eines der größten Erdbauprojekte in der Geschichte der USA. Die eingesetzten Maschinen waren die größten damals zur Verfügung stehenden und setzten im Erdbau neue Maßstäbe. Die zwei eingesetzten Steinverarbeitungsanlagen übertrafen in ihrer Produktionsmenge alle einzelnen Anlagen dieser Art in ganz Kalifornien. Seit dem Bau des Colorado River Aqueducts war der Diamond Valley Lake das größte Bauprojekt des Metropolitan Water Districts of Southern California.
Zu Spitzenzeiten in den Jahren 1997 und 1998 waren 1800 Arbeiter an der Realisierung des Projektes beteiligt, am Bau der drei Staudämme arbeiteten zeitweise sogar 1900 Beschäftigte. Insgesamt arbeiteten 5000 Personen an der Errichtung des Diamond Valley Lakes.

### Staudämme
Die drei Dämme des Sees wurden 1999 fertiggestellt. Für ihren Bau mussten 31 Mio. m³ Erde ausgehoben werden; 84 Mio. m³ Sand, Ton und Gestein wurden zum Bauen benötigt. Diese Materialien kamen zum Großteil aus dem Baugebiet selbst, so wurde beispielsweise der schlammige und tonhaltige Alluvialboden vom Grund des unfertigen Stausees ebenso wie die Steine am Südrand des Diamond Valley Lakes verwendet. Bei der Konstruktion der Staudämme wurde auch die Erdbebengefahr durch die 9,7 km entfernte San-Jacinto-Verwerfung und die 31 km entfernte San-Andreas-Verwerfung berücksichtigt.

#### Westdamm

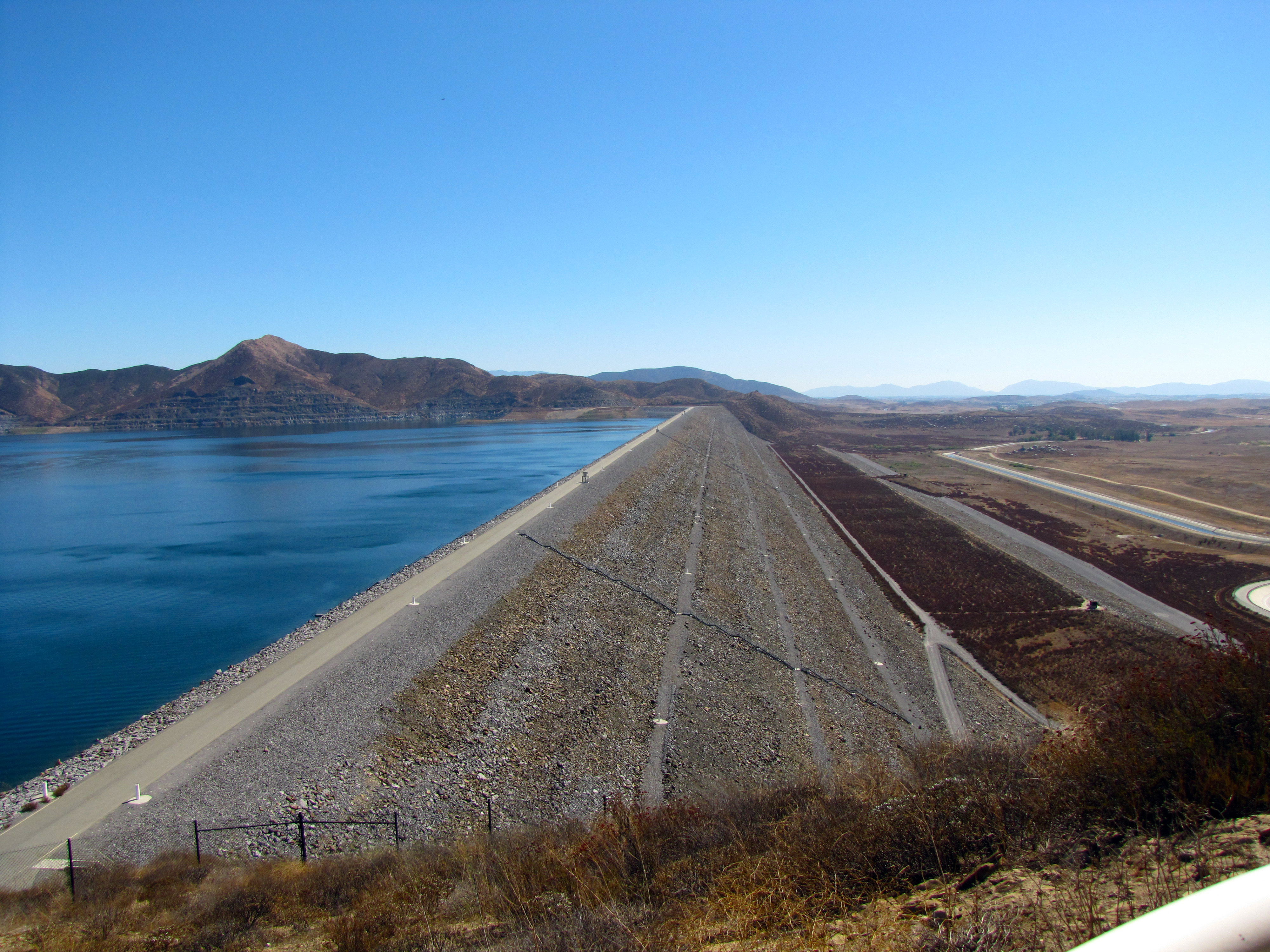
Westdamm

Der Westdamm erhebt sich 87 m hoch über dem Talboden. Er spannt sich 2,4 km lang über einen nahezu ebenen Alluvialboden zwischen zwei Felsgraten. Ungefähr 65 % des Dammbodens liegen auf Quarzit- und Phyllitgestein. Der Rest liegt auf drei 37 m tiefen Rinnen, die mit Alluvialboden gefüllt sind. Die ausgegrabene Erde wurde 27 m unterhalb des ursprünglichen Bodens verteilt, um Verflüssigungen von Erdschichten entgegenzuwirken, die den Damm unstabil gegenüber Erdbeben gemacht hätten. Um gleichzeitig ein Versickern des gespeicherten Wassers zu verhindern, wurden 0,91 m dicke Dichtwände aus einem Kunststoff-Beton-Gemisch über den Rinnen angebracht und mindestens 0,61 m ins Grundgestein gegraben. Um Versickerung durch das Gestein zu verhindern, wurde es verfestigt und in ungefähr 38 m Tiefe ein doppelter Dichtschirm installiert. Für dieses Verfahren wurden zwei Jahre gebraucht, die Länge der mit Mörtel gefüllten Löcher betrug schließlich insgesamt 304 km.

#### Ostdamm
Der 3,4 km lange Ostdamm wurde in einem vom Kiewit-Konzern geführten Gemeinschaftsprojekt gebaut und ist der längste der drei Dämme. Am unteren Ende hat er eine Breite von 370 m, am oberen Ende eine von 12 m. Um den Staudamm auf festem Gestein zu errichten, mussten vor Beginn der eigentlichen Bauarbeiten 14 Mio. m³ des darüberliegenden Bodens abgetragen werden.
Für den Bau des Staudamms selber wurden 33 Mio. m³ Schotter benötigt. Hierzu befand sich vor Ort eine Zerkleinerungsmaschine, die in zwanzig Monaten 14 Mio. Tonnen Stein zu verwendbarem Material für den Dammbau verarbeitete. Die wie beim Westdamm verwendeten 0,91 m dicken Dichtwände wurden in Bereichen des Grundsteins angebracht, die zwischen 3 und 34 m tief liegen, und bedecken eine 23.000 m² große Fläche. Ein wie beim Westdamm zusätzlich eingebauter Dichtschirm liegt im nördlichen Teil des Ostdamms bis zu 46 m, im südlichen Teil bis zu 30 m tief im Gestein.
Um die gewaltigen Mengen an Material für den Ostdamm bereitzustellen, waren einige der weltweit größten Lastkraftwagen am Diamond Valley Lake im Einsatz.

#### Satteldamm

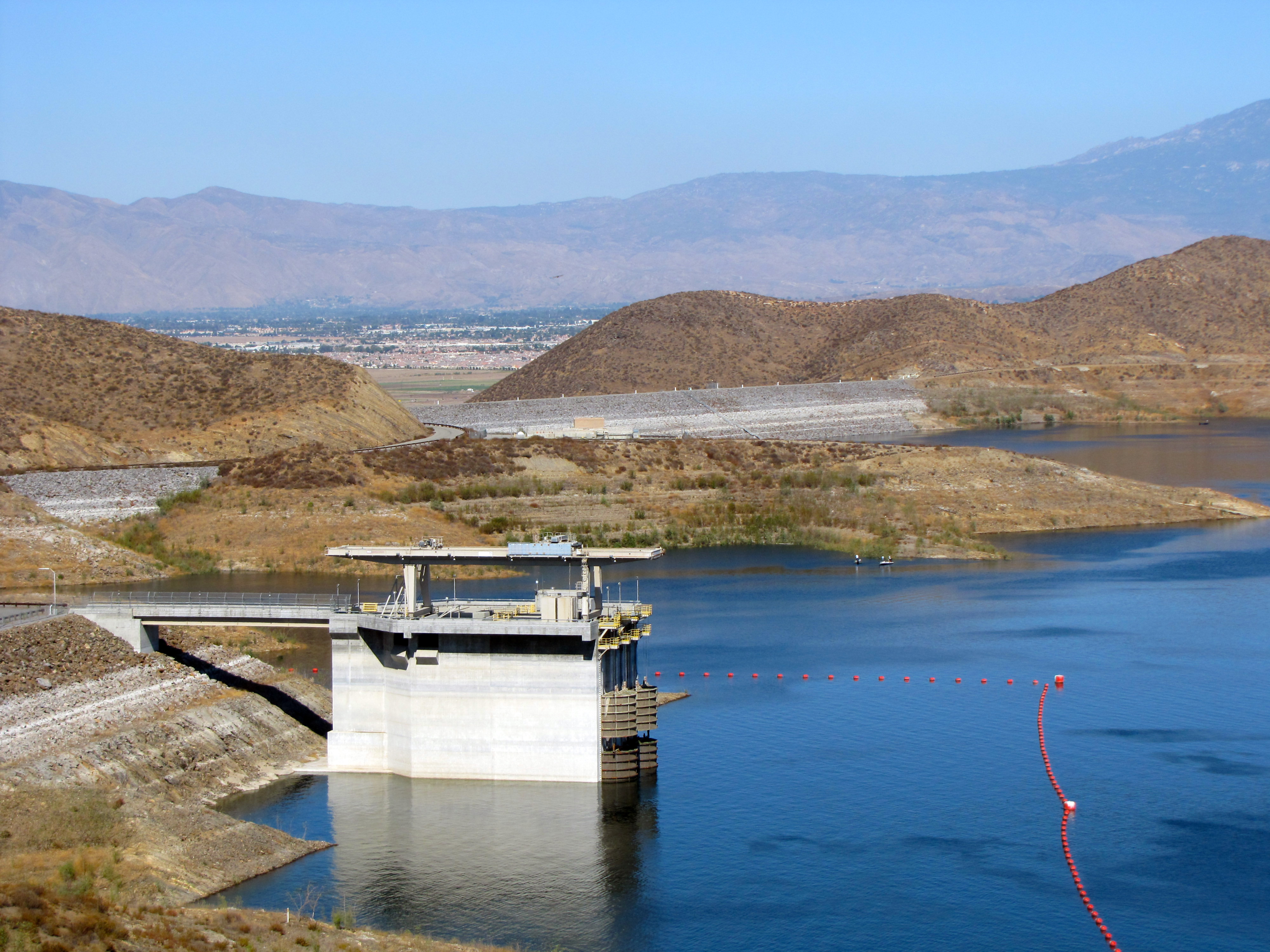
Satteldamm mit Turm für Wassereinlass und -auslass

Der Satteldamm erhebt sich 40 m hoch über dem tiefsten Punkt in der Kammlinie am Nordufer des Diamond Valley Lakes und ist ungefähr 0,8 km lang. Er dient zur Erhöhung der Speicherkapazität des Stausees, da diese durch die tief liegende Kammlinie begrenzt gewesen wäre. Der Staudamm wurde auf Phyllit und Glimmerschiefer gebaut. Um mögliches Versickern von Speicherwasser zu verhindern, wurde 30 m unterhalb des Grunds wie beim West- und Ostdamm eine doppelte Dichtwand installiert.

### Füllen des Stausees

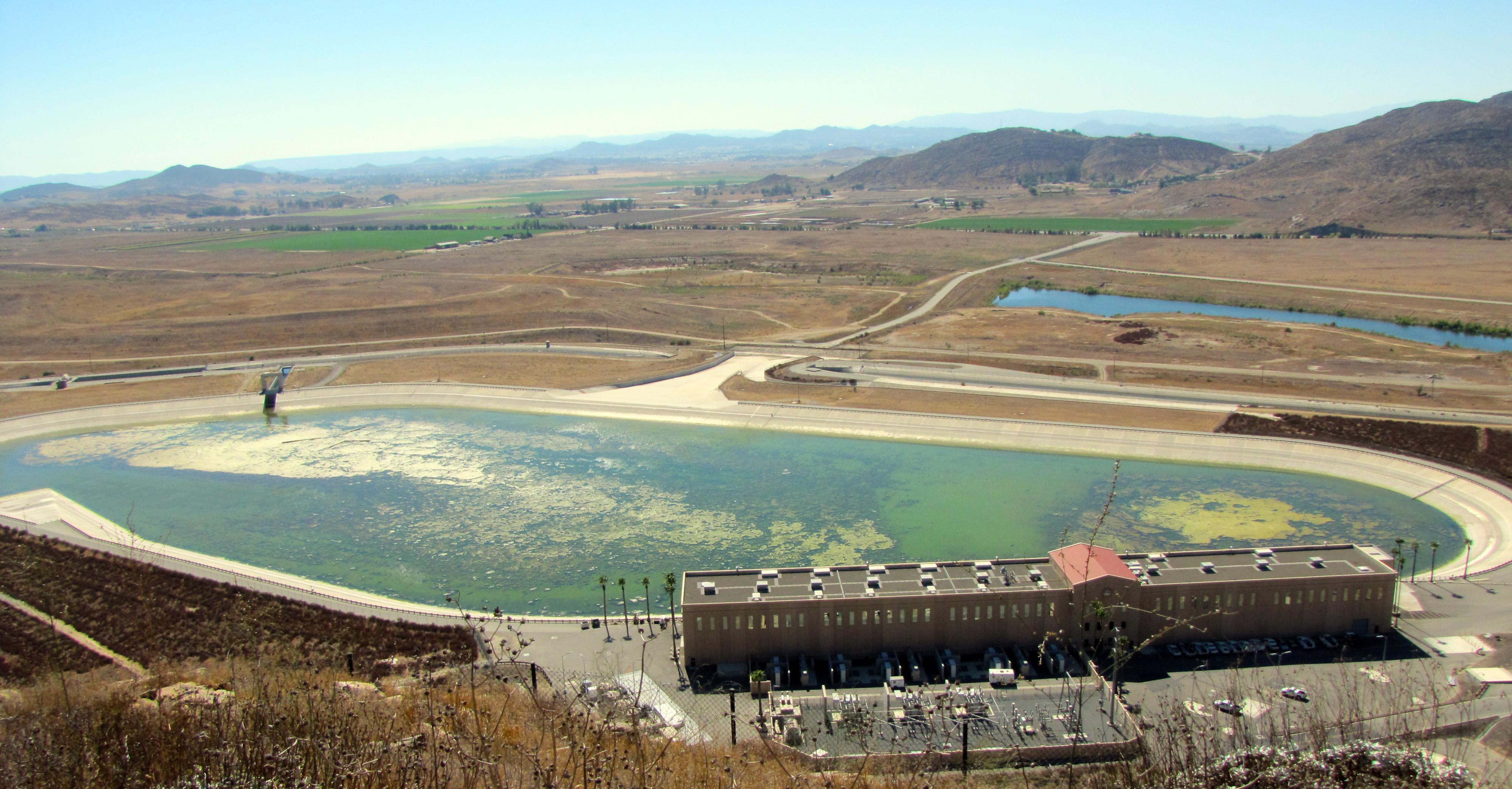
Einlaufbecken und Pumpwerk

1999 wurde mit dem Füllen des Stausees begonnen; das Wasser stammte vom Colorado River Aqueduct und dem San Diego Canal. Es wurde zuerst ins Einlaufbecken, eine 140.000 m² große und 620.000 m³ Wasser fassende Mulde geleitet, ehe es das Pumpwerk erreichte. Das Pumpwerk wurde nach einem der Gründer des Metropolitan Water Districts, Hiram W. Wadsworth, benannt, und umfasst zwölf einzelne Pumpen, die jeweils über eine Leistung von 6000 PS (4500 kW) verfügen. Über sie gelangt das Wasser vom Einlaufbecken zum Turm für Wassereinlass und -auslass. Im Jahr 2001 wurden vier Pumpen in Turbinen zur Stromerzeugung umgebaut, die eine Leistung von 3 MW erzeugen können. Hätte man alle zwölf Pumpen umgewandelt, läge die gesamte Anlage bei 40 MW.
Das Pumpwerk liegt in der Nähe des Westdamms. Von hier wird das Wasser durch einen 610 m langen und 4,9 m breiten Tunnel über den Einlass-Auslass-Turm in den eigentlichen Stausee befördert. Zu Spitzenzeiten flossen 28 m³ Wasser pro Sekunde in den Diamond Valley Lake. Im Jahr 2003 war der See komplett mit Wasser gefüllt.
Seit 2009 stellt der Inland Feeder Wasser für den Diamond Valley Lake bereit. Zuvor war er zwei Jahre lang ohne Wasserquelle gewesen. Neues Wasser wurde gebraucht, weil der Metropolitan Water District in vorangegangenen Dürreperioden auf das gespeicherte Wasser zurückgegriffen hatte. Wasser vom Colorado River Aqueduct wird aufgrund der Bedrohung durch die Quagga-Dreikantmuschel nicht mehr verwendet. Andere Stauseen in Kalifornien sind dieser bereits zum Opfer gefallen.

## Paläontologische Funde

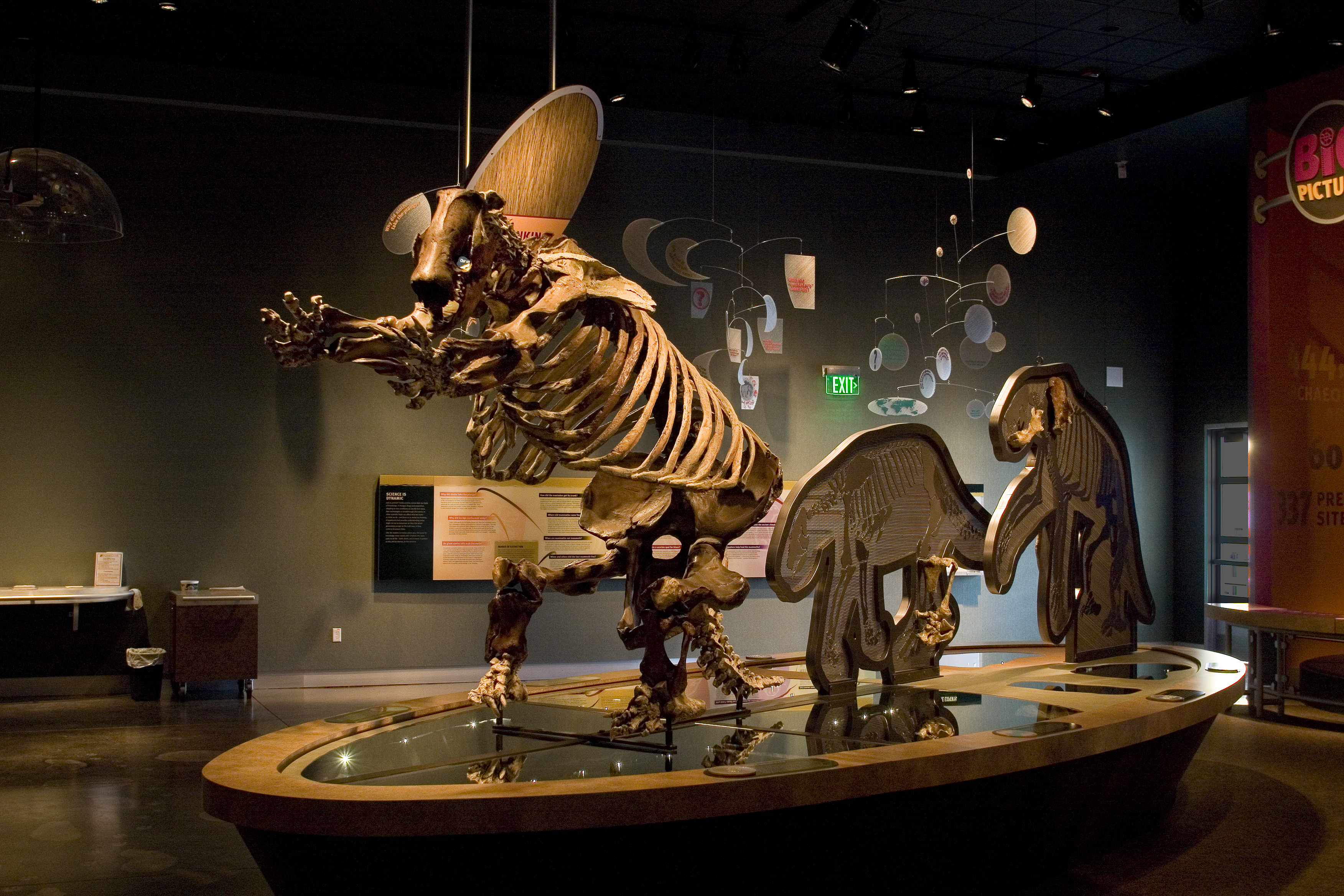
Paramylodon harlani im Western Science Center

Während der Ausgrabungen für den See wurden Knochen und Skelette von ausgestorbenen Mastodonten, Mammuts, Kamelen, Faultieren und Tieren der Gattungen Aenocyon dirus und Bison latifrons gefunden. Paläontologen vom San Bernardino County Museum in Redlands, Kalifornien legten tausende Fossilien im Diamond Valley und Domenigoni Valley frei und steigerten so die Bekanntheit der Region.
Die Funde von Tierfossilien aus dem Pleistozän geben einen Einblick in das südkalifornische Inland während der Eiszeit und schließen eine Datenlücke zwischen Fossilienfunden in den La Brea Tar Pits in Los Angeles und denen in der Mojave-Wüste. Inoffiziell wird das Gebiet um den Diamond Valley Lake auch als „Tal der Mastodonten“ bezeichnet. Die gefundenen Fossilien stammen von folgenden Arten aus dem späten Pleistozän:
- Jefferson Bodenfaultier (Megalonyx jeffersonii)
- Paramylodon harlani
- Aenocyon dirus
- Kurznasenbär (Arctodus simus)
- Smilodon fatalis
- Amerikanischer Löwe (Panthera leo atrox)
- Mammut pacificus
- Präriemammut (Mammuthus columbi)
- Equus occidentalis
- Equus conversidens
- Platygonus compressus
- Camelops hersternus
- Bison antiquus
- Bison latifrons
- Capromeryx minor

Zudem wurden viele Fossilien von Hasen, Nagetieren, Sumpfschildkröten, Kojoten, Hirschen und Schwarzbären freigelegt. Besonders Fossilien des Amerikanischen Mastodons (Mammut americanum) waren häufig. Da man davon ausgeht, dass diese Tiere ausschließlich im Wald lebten, deutet die Menge gefundener Mastodontenfossilien darauf hin, dass die Gegend um den heutigen Diamond Valley Lake in der letzten Eiszeit stärker als gegenwärtig bewaldet war; Fossilienreste von Gelb-Kiefern (Pinus ponderosa) und dem Strauch Crataegus mexicana unterstützen diese Schlussfolgerung. Radiometrische Analysen der pflanzlichen Fossilien lassen auf ein Alter von weniger als 13.000 Jahren bis mehr als 60.000 Jahren schließen.

## Erholungsgebiet
Angeln und Bootfahren auf dem Diamond Valley Lake sind erlaubt. Am Ostende des Stausees finden sich zudem ein Erholungspark mit Wassersportzentrum und Besucherzentrum sowie das Museum Western Science Center und eine Marina. Von einem Aussichtspunkt am Westende aus können das Pumpwerk, der Ein- und Auslassturm und der Großteil des Sees überblickt werden. Im Süden des Sees liegt das Southwestern Riverside County Multi-Species Reserve, das ein 55 km² großes Gebiet vom Diamond Valley Lake bis zum Lake Skinner umfasst. Es dient dem Schutz von mindestens 16 empfindlichen und bedrohten Tier- und Pflanzenarten.
Bevor Fische in den See selbst gesetzt wurden, zog man sie in einem Becken im unteren Tal auf. Heute leben im Diamond Valley Lake verschiedene Süßwasserfische, darunter Forellenbarsch (Micropterus salmoides), Schwarzbarsch (Micropterus dolomieu), Blauer Sonnenbarsch (Lepomis macrochirus), Pomoxis annularis, Regenbogenforelle (Oncorhynchus mykiss), Morone saxatilis, Getüpfelter Gabelwels (Ictalurus punctatus) und Alosa. Der Diamond Valley Lake gilt als eines der besten Fischfanggebiete in Kalifornien.
Das Gebiet um den See herum blieb meist unentwickelt und leer. Erste Pläne sahen den Bau von großen Erholungsgebieten mit Golfplätzen, Campingplätzen, Badeseen, Wasserparks und anderen Einrichtungen sowohl am West- als auch am Ostende des Sees vor. Der Metropolitan Water District of Southern California plant diese zusätzlichen Freizeitanlagen auch heute noch, aber mangelnde Finanzierungsmöglichkeiten und Unterstützung der Entwickler verhinderten die Umsetzung bisher.